# Usulután (volcan)
Pour l’article homonyme, voir Usulután.
L'Usulután est un stratovolcan du Salvador. Il est situé juste à l'est du volcan Taburete.